# 長崎県立猶興館高等学校
長崎県立猶興館高等学校（ながさきけんりつゆうこうかんこうとうがっこう、英: Nagasaki Prefectural Yukokan High School）は、長崎県平戸市岩の上町にある県立高等学校。

## 概観
1880年（明治13年）9月1日、旧平戸藩主松浦詮が旧藩士等の子弟教育のために「私塾猶興書院」を設立したのが始まりであり、現在の長崎県立の高等学校の中では最も歴史の古い学校で、以来3万人を超す卒業生を送り出している。平戸市の中心市街地の東、平戸港を見下ろす平戸城の下に隣接するように位置している。現在は、全日制課程普通科と理数科の2学科があり、令和5年度の入学生から全日制課程普通科と文理探究科の2学科となっている。
校名の由来は、中国の古典『孟子』巻七の尽心章句上にある。「自立自発」を説いた、「猶興」の教えによるものである。（猶興出典）

## 方針

### 教育方針
- 地域に信頼される学校づくり
- 徳・知・体の調和の取れた人間形成

### 育成したい生徒像
1. ｢猶興精神（自立・自発）」を持ち、文武両道を目指し努力する生徒
2. 高い社会力・学力・体力を身につけ、将来に向け志高く努力する生徒
3. 母校を愛し、郷土を愛し、地域社会、国際社会に貢献できる生徒

## 猶興出典
「孟子曰待文王而後興者凡民也。若夫豪傑之士雖無文王猶興。」
「孟子曰く、文王を待ちて後に興る者は、凡民なり。夫の豪傑の士の若きは、文王無しと言えども猶ほ興る。」
文王（中国・周時代の天子）の教えに従って、奪い立つ者は、平凡な力量しかない人である。才知や徳のある豪傑の士といわれるほどの人は、他に頼ることがなく、文王の教えがなくても、自発的に立ち上って善を行うことができる。だから、道を学ぶ者は豪傑の士となるように努めなければならない。

## 沿革

### 略歴
1880年に旧平戸藩主松浦詮が設立した「私塾猶興書院」が、「私立尋常中学猶興館」を経て1901年に県立移管されて「長崎県立中学猶興館」となり、また1903年に設立された「私立平戸女学校」（その後「長崎県立平戸高等女学校」）と戦後の学制改革によって統合されて男女共学の高等学校となった。統合時の名称は「長崎県立平戸高等学校」であったが、5年後の1953年に再び「猶興館」の名を称して「長崎県立猶興館高等学校」となり、現在に至っている。
なお、現在の長崎県立壱岐高等学校、北松西高等学校、宇久高等学校、平戸高等学校は、本校の分校として設置され、後に分離・移管により最終的に独立した高校である。

### 年表
旧制中学校・新制高等学校（男子校）
- 1880年（明治13年） - 旧平戸藩主第37代松浦詮が私塾「猶興書院」を設立。
- 1887年（明治20年） - 前年の中学校令の施行により、「私立尋常中学猶興館」と改称。
- 1901年（明治34年） - 中学校令の改正と県立移管により「長崎県立中学猶興館」となる（「尋常」が除かれる）。
- 1909年（明治42年） - 壱岐島に壱岐分校を設置。
- 1912年（明治45年） - 壱岐分校が独立し、長崎県立壱岐中学校（現在の長崎県立壱岐高等学校）となる。
- 1917年（大正6年） - 中学猶興館の新校舎が落成。（現在の猶興グランドの場所）
- 1924年（大正13年） 12月2日 - 中学猶興館校舎が全焼。
- 1926年（大正15年） - 中学猶興館新校舎、現在地に落成。「白亜の学舎」と称された。
- 1947年（昭和22年）4月 - 学制改革（六・三制の実施、新制中学校の発足）
  - 旧制中学校の募集を停止（1年生不在）。
  - 新制中学校を併設（名称:長崎県立中学猶興館併設中学校、以下・併設中学校）旧制中学1・2年修了者を新制中学2・3年生として収容。
  - 併設中学校はあくまで経過措置として暫定的に設置されたため、新たに生徒募集は行われず、在校生が2・3年生のみの中学校であった。
  - 旧制中学3・4年修了者はそのまま旧制中学校に在籍し、4・5年生となる（4年修了時点で卒業することもできた）。
- 1948年（昭和23年）4月 - 学制改革（六・三・三制の実施）により、旧制中学校が廃止され、新制高等学校「長崎県立平戸高等学校猶興館」（男子校）が発足。
  - 旧制中学卒業生（5年修了者）を新制高校3年生、旧制中学4年修了者を新制高校2年生、併設中学校卒業生（3年修了者）を新制高校1年生として収容。
  - 併設中学校は新制高等学校に継承され（名称:長崎県立平戸高等学校猶興館併設中学校）、在校生が1946年（昭和21年）に旧制中学へ最後に入学した3年生のみとなる。

旧制高等女学校・新制高等学校（女子校）
- 1903年（明治36年） - 「私立平戸女学校」を設立。
- 1913年（大正2年） - 「私立平戸高等女学校」と改称。
- 1919年（大正8年） - 「長崎県北松浦郡立平戸高等女学校」と改称。
- 1920年（大正9年） - 「長崎県平戸高等女学校」と改称。
- 1922年（大正11年） - 「長崎県立平戸高等女学校」と改称。
- 1947年（昭和22年）4月 - 学制改革（六・三制の実施、新制中学校の発足）
  - 高等女学校の募集を停止（1年生不在）。
  - 新制中学校を併設（名称:長崎県立平戸高等女学校併設中学校、以下・併設中学校）高等女学校1・2年修了者を新制中学2・3年生として収容。
  - 併設中学校はあくまで経過措置として暫定的に設置されたため、新たに生徒募集は行われず、在校生が2・3年生のみの中学校であった。
  - 高等女学校3・4年修了者はそのまま旧制中学校に在籍し、4・5年生となる（4年修了時点で卒業することもできた）。
- 1948年（昭和23年）4月 - 学制改革（六・三・三制の実施）により、高等女学校が廃止され、新制高等学校「長崎県立平戸女子高等学校」が発足。
  - 高等女学校卒業生（5年修了者）を新制高校3年生、高等女学校4年修了者を新制高校2年生、併設中学校卒業生（3年修了者）を新制高校1年生として収容。
  - 併設中学校は新制高等学校に継承され（名称:長崎県立平戸女子高等学校猶興館併設中学校）、在校生が1946年（昭和21年）に高等女学校へ最後に入学した3年生のみとなる。

新制・平戸高等学校（男女共学）
- 1948年（昭和23年）11月 - 長崎県立平戸高等学校猶興館と長崎県立平戸女子高等学校の2校を統合し、男女共学の「長崎県立平戸高等学校」が発足。
  - 全日制 普通課程を設置。11月4日を創立記念日とする。両校の併設中学校も統合される（名称:長崎県立平戸高等学校併設中学校）。
- 1949年（昭和24年）
  - 3月31日 - 併設中学校が廃止される。
  - 平戸島中部・南部の北松浦郡紐差村と津吉村（現在はどちらも平戸市）に紐差分校、津吉分校（いずれも定時制普通科。後に全日制に変更）を設置。
  - 北松浦郡志佐町（現・松浦市）に志佐分校（定時制）、平村（宇久島）に宇久分校、小値賀町に小値賀分校を設置。
- 1950年（昭和25年） 
  - 北松浦郡大島村に大島分校（定時制普通科）を設置。
  - 宇久分校と小値賀分校を長崎県立佐世保南高等学校へ移管。

新制・猶興館高等学校（男女共学）
- 1953年（昭和28年） - 「長崎県立猶興館高等学校」（現校名）と改称。家政科を設置。
- 1955年（昭和30年） - 長崎県立長崎水産高等学校から鷹島分校が移管される。
- 1967年（昭和42年） - 大島分校を全日制に変更。
- 1969年（昭和44年） - 鷹島分校と志佐分校を長崎県立松浦高等学校へ移管。
- 1975年（昭和50年） - 紐差分校と津吉分校が分離・統合して長崎県立平戸高等学校として新設。
- 1980年（昭和55年） - 創立100周年記念式典を挙行。
- 1985年（昭和60年） - 家政科の募集を停止。
- 1990年（平成2年） - 創立110周年記念式典を挙行。記念事業として猶興史料館、猶興庭園を開設。
- 2003年（平成15年） - 理数科を設置。大島分校に離島留学制度を導入。
- 2012年（平成24年） - 大島分校を廃止。長崎県の公立高等学校最後の分校として62年間の幕を降ろした。
- 2020年（令和2年） - 創立140周年記念式典を挙行。スローガン「猶興精神～未来につなぐ誇りと伝統～」
- 2021年（令和3年） - マスコットキャラクター「ユウコーン」が誕生。
- 2023年（令和5年） - 理数科を、文理探究科に改編。[注釈 3]。

## 象徴
スクールカラー
グリーン
校章
旧制中学猶興館 第17回（1918年）卒業生で、旧制中学猶興館校章のデザインも手がけた千北研一によって図案化された。「蛍雪の功」を象徴する雪の結晶を背景にし、中央に「高」の文字を置いている。
校歌
1951年に制定。作詞は甫守哲治（制定当時の猶興館教職員）、作曲は内野省吾（同じく猶興館教職員）による。歌詞は、前年の1950年に入賞賞金3万円で一般公募された。集まった100編の中から数編を選び、猶興館の卒業生である作詞家・藤浦洸に選考を依頼し、選考委員会で決定した。歌詞は三番まであり、「平和」「正義」「自由」「愛」「自治」といった言葉が使われ、曲には平戸の民俗舞踊「平戸じゃんぐゎら」のリズムが取り入れられている。
校旗
1980年、創立100周年記念校旗。緑の地に金色の刺繍文字。
猶興門
1989年（平成元年）に復元。台湾桧の巨木を使用。2,500万円。
制服
2020年に制定。コンセプトは「猶興館プライド」。長崎県で最も歴史のある藩校としての「品格」「独自性」。この２つをポイントに「猶興精神」を持ち、日々精神する生徒にふさわしい、誇りと自信を持って着ることができる制服。
入学年度で学年カラー（緑色・青色・赤色）が決まっており、ジャージ・体操服・帽子・シューズなどの色が学年ごとに異なる。
マスコットキャラクター「ユウコーン」
2021年に誕生。額の中央に一本の角が生えた馬に似た伝説の生き物ユニコーンをモチーフとしたキャラクター。2021年度の文化部発表会（文化祭）にて行われた投票で決定した。当時の生徒によるデザイン。

## 学校環境

### 面積
- 建物敷地　19,363㎡
- 運動場　　16,192㎡
- その他　　16,020㎡

### 施設
1F
- 玄関
- 校長室
- 事務室
- 応接室
- 会議室
- 保健室
- 教育相談室

2F
- 三学年普通教室（4部屋）
- 選択教室（3部屋）
- 職員室
- 進路指導室
- 進路相談室
- 進路閲覧室
- 生徒指導室
- 化学実験室
- 調理実習室
- 購買部

3F
- 二学年普通教室（4部屋）
- 選択教室（2部屋）
- 視聴覚教室
- 生徒会室
- パソコン教室（2部屋）
- 生物実験室
- 被服実習室
- 社会科教室

4F
- 一学年普通教室（4部屋）
- 選択教室（4部屋）
- 猶興資料館
- 図書閲覧室
- 物理実験室
- 音楽教室
- 美術教室

その他
- 猶興門
- 猶興庭園
- 猶興グラウンド
- 白浜グラウンド
- 体育館
- 卓球場（体育館1F）
- ダンス場（体育館1F）
- 武道場
- 弓道場
- 相撲場
- トレーニング室
- 体育部部室（21部屋）
- 第一駐車場・第二駐車場

## 学科

### 普通科
大学・短大・看護医療系専門学校・各種専門学校への進学や公務員・一般就職を希望する生徒に適した学科。高校入学時に将来の進路がはっきりしていない生徒も、入学後に自分の適性などを判断しながら進路希望を決定することが出来る。1学年では特進コースと総合コースに分かれ授業を実施。総合的な探究の時間を使い「論理コミュニケーション」や「ふるさと課題探究活動」を通して探究心や問題解決能力を身につける。2学年からは文系特進コース、理系特進コース、総合コースの3つに分かれ、基礎知識を学ぶ。(※定員120名)

### 文理探究科
大学進学重点学科として令和5年度入学生より「理数科」が「文理探究科」に改編。理数科での探究的な学習に、人文社会系の探究的な学習が加わった学科。一学年では、様々な分野の探究活動を通して幅広い知識を身につける。二学年からは人文科学探究コース（英語・地歴公民）と理数科学探究コース（数学・理科）に分かれ、より専門的で深い知識を身につける。(※定員40名)

## 学校行事
1学期
- 4月 - 始業式、入学式、実力考査、初期指導（一年生）、ウェルカムラボ、歓迎行事、部活動編成
- 5月 - PTA総会、中間考査、理数科・文理探究科校内課題研究発表会、生徒総会
- 6月 - 高総体、生徒会役員選挙、進路別ガイダンス
- 7月 - 期末考査、三者面談、クラスマッチ、終業式、学習会
- 8月 - オープンスクール、平和学習

2学期
- 8月 - 始業式、実力考査
- 9月 - 猶興祭（体育祭・文化祭）
- 10月 - 中間考査
- 11月 - 開校記念日、文化芸術鑑賞会、いい朝いいあいさつ運動、期末考査
- 12月 - 修学旅行（二年生）、三者面談、終業式

3学期
- 1月 - 始業式、実力考査、大学入学共通テスト（三年生）、競歩大会（一二年生）
- 2月 - 高校入試前期選抜、生徒総会、学年末考査、同窓会入会式（三年生）
- 3月 - 卒業式、高校入試後期選抜、理数科・文理探究科校内課題研究発表会、合格体験発表会、クラスマッチ、修了式

## 部活動

### 運動部
・野球部                                                                        ・サッカー部                                                            ・卓球部

### 文化部
- ダンス部
- 文芸部
- 写真報道部
- 吹奏楽部
- 美術部
- 茶道部
- 自然科学部
- 生活科学部

## 高校関係者と組織

### 同窓会
同窓会は、毎年4月または5月に総会を行い、また毎年お盆明けの土曜日に平戸で総会報告会と懇親会を行っている。長崎、佐世保など長崎県内をはじめ東京、関西、中国、北九州、福岡、伊万里など県外にも多くの支部がある。

#### 支部一覧
- 生月支部
- 田平支部
- 江迎支部
- 鹿町支部
- 吉井支部
- 佐々支部
- 松浦支部
- 鷹島支部
- 福島支部
- 佐世保支部
- 長崎支部
- 伊万里支部
- 福岡支部
- 北九州支部
- 大分支部
- 熊本支部
- 中国支部
- 関西支部
- 東京支部

### 著名な卒業生（関係者含む）
- 戸上城太郎 - 俳優
- カミタミカ - 歌手
- 新條まゆ - 漫画家
- 髙田明 - ジャパネットたかた（社長）
- 田中森一 - 検察官、弁護士
- 藤浦洸 - 作詞家
- 古川俊一 - 筑波大学教授、行政学者
- 松田正隆 - 劇作家
- 松山茂 - 海軍中将
- 柳本柳作 - 海軍少将　航空母艦「蒼龍」艦長
- 松永六十四 - アマチュア横綱（全日本相撲選手権大会優勝2回）、元 猶興館高校教師
- 尾崎亀重 - プロ野球選手 元サンケイアトムズ（捕手）
- 佐田苔鮮 - 書道家
- 石田卓三 - 化学研究者
- 北原健雄 - アニメ作家監督
- 車邦秀 - 殺陣師、俳優

## 国際交流校
- 首都師範大学附属中学（中華人民共和国 北京市）

## アクセス
- 西肥バス「猶興館高校入口」バス停より徒歩2分
- 西肥バス、生月バス「平戸新町」バス停より徒歩5分